# Mącznik próchniarek
Mącznik próchniarek (Tenebrio opacus) – gatunek chrząszcza z rodziny czarnuchowatych i podrodziny Tenebrioninae. Zamieszkuje Europę i Zakaukazie.

## Taksonomia
Gatunek ten opisany został po raz pierwszy w 1812 roku przez Caspara Erasmusa Duftschmida. 

## Morfologia
Chrząszcz o wydłużonym ciele o równoległych w zarysie bokach, osiągającym od 15 do 18 mm długości. Ubarwienie ma matowo czarne, rzadko ciemnobrązowe. Punktowanie całego wierzchu ciała jest mniejsze i rzadsze niż u mącznika ciemnego; odległości między punktami są większe niż ich średnice.
Głowa jest szersza niż dłuższa, zaokrąglona, o wyraźnie z przodu wykrojonych występami zaokrąglonych policzków, płaskich, poprzecznych oczach oraz krótkich, nieosiągających tylnego brzegu przedplecza czułkach z wyraźnie rozszerzonymi członami od ósmego do dziesiątego oraz z zaokrąglonym i tak długim jak człon przedostatni członem ostatnim; pięć ostatnich członów jest nieco spłaszczonych. Na spodzie głowy po bokach wargi dolnej obecna jest para wysuniętych ku przodowi, ostrych zębów.
Przedplecze jest słabo wypukłe, najszersze pośrodku, węższe niż u mącznika młynarka, o szeroko rozpłaszczonych i łukowatych brzegach bocznych, ostrych i wystających kątach tylnych, a krawędzi tylnej na środkowym odcinku obrzeżonej podwójną listewką. Tarczka jest szersza niż dłuższa, pięciokątna, gęsto i silnie punktowana. Pokrywy są wydłużone i w tyle zaokrąglone. W rzędach leżą głębokie, miejscami zlewające się punkty. Międzyrzędy oprócz punktowania mają mikrorzeźbę w postaci drobnych, ale wyraźnych ziarenek. Skrzydła tylnej pary są zwyczajnie wykształcone. Odnóża przedniej pary mają u samców golenie trochę dłuższe i bardziej dowewnętrznie wykrzywione niż u samic. Odnóża tylne mają stopy o członie pierwszym tak długim jak dwa następne razem wzięte.

## Ekologia i występowanie
Owad saproksyliczny, głównie saproksylofagiczny, zaliczany do reliktów lasów pierwotnych. Zasiedla naturalne lasy, stare parki, zaniedbane ogrody i wolno stojące stare drzewa. Związany jest z drzewami liściastymi, zwłaszcza z dębami, bukami i kasztanowcami. Larwy, jak i postacie dorosłe bytują pod murszejącą korą, w próchnowiskach, zagrzybionych dziuplach oraz korytarzach chrząszczy ksylofagicznych i kariofagicznych. Żerują na produkowanych przez owady odchodach i mączce drzewnej oraz na ich martwych ciałach. Osobniki dorosłe aktywne są wieczorami i bywa, że przylatują do sztucznych źródeł światła.
Gatunek palearktyczny o eurokaukaskim typie rozsiedlenia. W Europie znany jest z Francji, Niemiec, Szwajcarii, Austrii, Włoch, Danii, Szwecji, Polski, Czech, Słowacji, Węgier, Ukrainy, Rumunii, Bułgarii, Słowenii, Chorwacji, Macedonii Północnej i Grecji, a w Azji z Gruzji.
W Polsce jest owadem bardzo rzadkim, znanym z nielicznych stanowisk, z których wiele jest już historycznych. Na „Czerwonej liście zwierząt ginących i zagrożonych w Polsce” umieszczony został jako gatunek zagrożony o niedostatecznie rozpoznanym statusie (DD). W Czechach również jest rzadki i podawany z nielicznych stanowisk. Na „Czerwonej liście gatunków zagrożonych Republiki Czeskiej” znalazł się jako gatunek zagrożony wymarciem (EN).